# Oresmaux
Oresmaux település Franciaországban, Somme megyében. Lakosainak száma 978 fő (2022. január 1.). Oresmaux Essertaux, Grattepanche, Jumel, Rumigny, Saint-Sauflieu és Ô-de-Selle községekkel határos.

## Népesség
A település népességének változása:
| Lakosok száma | 821  | 882  | 926  | 930  | 926  | 924  | 942  | 960  | 978  |
|               | 2013 | 2015 | 2016 | 2017 | 2018 | 2019 | 2020 | 2021 | 2022 |